# Tremapterus dregei
Tremapterus dregei är en insektsart som beskrevs av Maximilian Spinola 1850. Tremapterus dregei ingår i släktet Tremapterus och familjen spottstritar. Inga underarter finns listade i Catalogue of Life.